# Elena Valenciano
María Elena Valenciano Martínez-Orozco (Madrid, 18 de septiembre de 1960) es una política socialista española. Desde marzo de 2023 es consejera electiva del Consejo de Estado. Entre 2012 y 2014 fue vicesecretaria general del PSOE, tras la victoria de Alfredo Pérez Rubalcaba en el XXXVIII Congreso Federal del partido. Fue diputada en el Parlamento Europeo en las legislaturas 5.ª, 6.ª y 8.ª de 1999 a 2008 y de 2014 a 2019. También ocupó un escaño como diputada en el Congreso en la IX Legislatura y X legislatura de 2008 a 2014. Se dedica a la prevención de conflictos, a favor de la paz, la reconciliación y el diálogo en el Centro para el Diálogo Humanitario Henri Dunant de Ginebra. Desde octubre de 2021 preside Fundación Mujeres, organización que ya presidió de 2000 a 2013.

## Biografía
Elena Valenciano es hija del médico Luis Valenciano Clavel, subsecretario de Sanidad por la UCD. Estudió en el Liceo Francés de Madrid. Comenzó las licenciaturas de Derecho y de Ciencias Políticas, aunque no llegó a finalizar ninguna.

### Trayectoria política
En 1977, con diecisiete años se afilió a las Juventudes Socialistas de España y un año más tarde al Partido Socialista Obrero Español. En 1997, formó parte del reducido grupo de voluntarios que acompañó a Josep Borrell en su victoriosa campaña en las primarias del PSOE para la candidatura a las elecciones generales.
Ha sido miembro del Comité Federal del PSOE entre 2000 y 2004 y formó parte de la Comisión gestora del PSOE que dirigió Manuel Chaves tras la dimisión de Joaquín Almunia.
En la Ejecutiva Federal del PSOE fue secretaria de Relaciones Internacionales desde 2007 hasta 2012, y desde el Congreso de Sevilla de 2012 hasta 2014 asumió la vicesecretaria general del partido; número 2 de la ejecutiva que encabezaba Alfredo Pérez Rubalcaba.
En las elecciones generales de España de 2011 coordinó de campaña del candidato del PSOE, Alfredo Pérez Rubalcaba además de ser número dos en las listas por Madrid.
En septiembre de 2012 fue elegida vicepresidenta del Partido Socialista Europeo en el IX Congreso. En febrero de 2013 fue elegida presidenta del Comité para el Mediterráneo de la Internacional Socialista.

### Trayectoria institucional

#### Parlamento Europeo (1999-2008)
En 1999 obtuvo un escaño como eurodiputada formando parte del Grupo Parlamentario Socialista Europeo en la 5.ª y la 6.ª legislatura. Fue su primer cargo de responsabilidad pública en política. En los 9 años de actividad (1999-2008), formó parte de diversas comisiones y trabajó activamente en numerosos informes e iniciativas parlamentarias. Como portavoz de la Subcomisión de Derechos Humanos, elaboró el informe Diálogos y Consultas sobre Derechos Humanos de la UE con Terceros Países. Como miembro titular de la Comisión de Asuntos Exteriores y de la Comisión de Desarrollo y Cooperación, formó parte de la Comisión Temporal sobre la Supuesta Utilización de Países Europeos por la CIA para el Transporte y la Detención Ilegal de Presos. 
Participó en la Comisión del PE sobre los vuelos de la CIA al denunciar y pedir que se investigara la detención y transporte ilegal de presos; mantuvo una oposición activa contra la invasión de Irak y denunció reiteradamente las vulneraciones de derechos humanos en la cárcel de Guantánamo.

##### Derechos de las mujeres y las niñas
Como miembro de la Delegación Parlamentaria África, Caribe y Pacífico (ACP), fue autora del informe Progreso de la Educación Primaria de las Niñas en estas regiones del mundo y en la Comisión de Derechos de la Mujer e Igualdad de Género, trabajó en la lucha contra la violencia hacia las mujeres con su trabajo sobre mutilación genital femenina concretado en el Informe sobre las mutilaciones genitales femeninas (2001) y su posterior debate en el Parlamento Europeo o el Informe sobre la situación de las mujeres de los grupos minoritarios en la Unión Europea (2004) con mención especial a mujeres con discapacidad, mujeres migrantes y mujeres romaníes, la lucha contra el tráfico de mujeres, los derechos sexuales y reproductivos, la lucha contra la pobreza, la perspectiva de género en la cooperación europea al desarrollo.
Fue autora de un informe de opinión sobre el Plan de trabajo para la igualdad entre mujeres y hombres 2006-2010 (7-11-2006) y de dos declaraciones por escrito sobre trata y explotación sexual de mujeres y niños: Declaración por escrito sobre la necesidad de poner fin a la relación entre viajeros de negocios y la trata de mujeres y niños forzados a prostituirse (24-10-2005) y Declaración por escrito sobre la trata de mujeres para la prostitución en la Unión Europea (10-3-2008).
Fue portavoz de la subcomisión de Derechos Humanos y elaboró numerosos informes sobre la discriminación de la mujer en todo el mundo. Promovió la declaración del 22 de febrero como día por la igualdad salarial entre hombres y mujeres.

#### Diputada en el Congreso

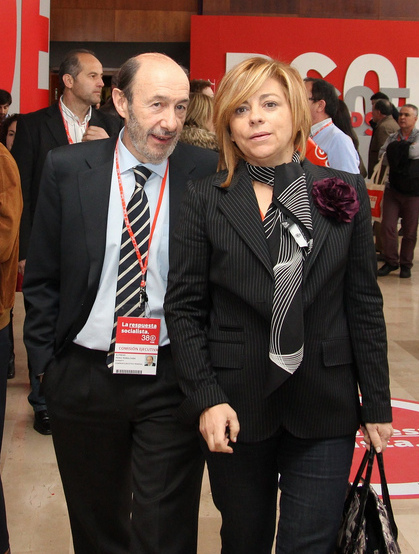
Elena Valenciano y Alfredo Pérez Rubalcaba en el 38 Congreso del PSOE

Tras las elecciones generales de 2008 resultó electa diputada en el Congreso de los Diputados por Madrid, en la IX Legislatura (2008-2011) y la X Legislatura (2011-2014) donde fue vocal de la Diputación Permanente y portavoz de la Comisión de Asuntos Exteriores.

#### Parlamento Europeo (2014-2019)
En julio de 2014 regresó al Parlamento Europeo asumiendo la presidencia de la Subcomisión de Derechos Humanos (julio de 2014-enero de 2017) «no se lucha contra la inmigración, la inmigración se regula, se gestiona, se ordena y se lucha contra la injusticia y por la dignidad de los seres humanos» reivindicaba en un debate sobre inmigración el 5 de octubre de 2017. También asumió la vicepresidencia de la Comisión Especial sobre Terrorismo (2017-2018) además de ser miembro de la Comisión de Asuntos Exteriores. En 2015 encabezó la misión de observación en Haití de la Unión Europea para las elecciones legislativas.
En ese periodo presidió la Delegación Socialista Española en el Parlamento Europeo y de 2014 a 2019 fue vicepresidenta del Grupo de los Socialdemócratas en el Parlamento Europeo. En febrero de 2018 tuvo la oportunidad de presidir el grupo de los socialdemócratas en el Parlamento Europeo pero no recibió el aval del líder socialista Pedro Sánchez a pesar de recibir numerosas muestras de apoyo y descartó presentar su candidatura. Fue la presidenta de la delegación socialista Iratxe García quien le comunicó que no iba a obtener el respaldo del partido. Valenciano hizo un llamamiento a mantener la diversidad e integrar sensibilidades en pos de la unidad del partido.

#### Consejera en el Consejo de Estado
El 28 de marzo de 2023 fue nombrada consejera electiva del Consejo de Estado en sustitución de Amelia Valcárcel.

### Activismo feminista
Valenciano ha compaginado durante toda su trayectoria la actividad política con su compromiso con los movimientos sociales y en particular con las asociaciones de mujeres y el movimiento feminista. Ha sido coordinadora nacional del Lobby Europeo de Mujeres durante 1992 y 1994, vocal del Movimiento Europeo desde 2004, fundadora y primera presidenta de la Asociación Mujeres Jóvenes entre 1984 y 1990. De 2000 a 2013 fue presidenta de la Fundación Mujeres puesto que volvió a asumir en 2021. También han sido frecuentes sus artículos en medios de comunicación sobre derechos de las mujeres.
Actualmente mantiene presencia en las principales redes sociales: Facebook y Twitter. En marzo de 2013, anunció que abandonaba la red social Twitter por los insultos y el acoso que sufría su entorno familiar. En esta red social se vio envuelta en una polémica tras publicar durante el partido España-Francia de la Eurocopa 2012 un tuit en el llamaba feo a Ribéry, el cual tiene la cara deformada por un accidente de coche que casi le cuesta la vida y recibió graves críticas. En diciembre de 2013 volvió a Twitter después de que el gobierno de Mariano Rajoy anunciara la reforma de la legislación en materia de interrupción voluntaria del embarazo.
Valenciano trabaja en diplomacia privada para la prevención de conflictos, a favor de la paz, la reconciliación y el diálogo en el Centro para el Diálogo Humanitario Henri Dunant con sede en Ginebra, También es patrona de Fundación Alternativas. El 26 de octubre de 2021 fue elegida de nuevo presidenta de Fundación Mujeres.

## Vida personal
Divorciada del asesor de empresas donostiarra y antiguo miembro de las Juventudes Socialistas Federico «Quico» Mañero, con quien tuvo a su hija Nathalie, se casó con Javier de Udaeta, un arquitecto alicantino, con quien tuvo a su segundo hijo, Javier.